# Thunder Force II
Thunder Force II est un jeu vidéo de type shoot 'em up à défilement multidirectionnel et horizontal développé et édité par TecnoSoft, sorti en 1988 sur l'ordinateur Sharp X68000. Il a été adapté sur Mega Drive en 1989.

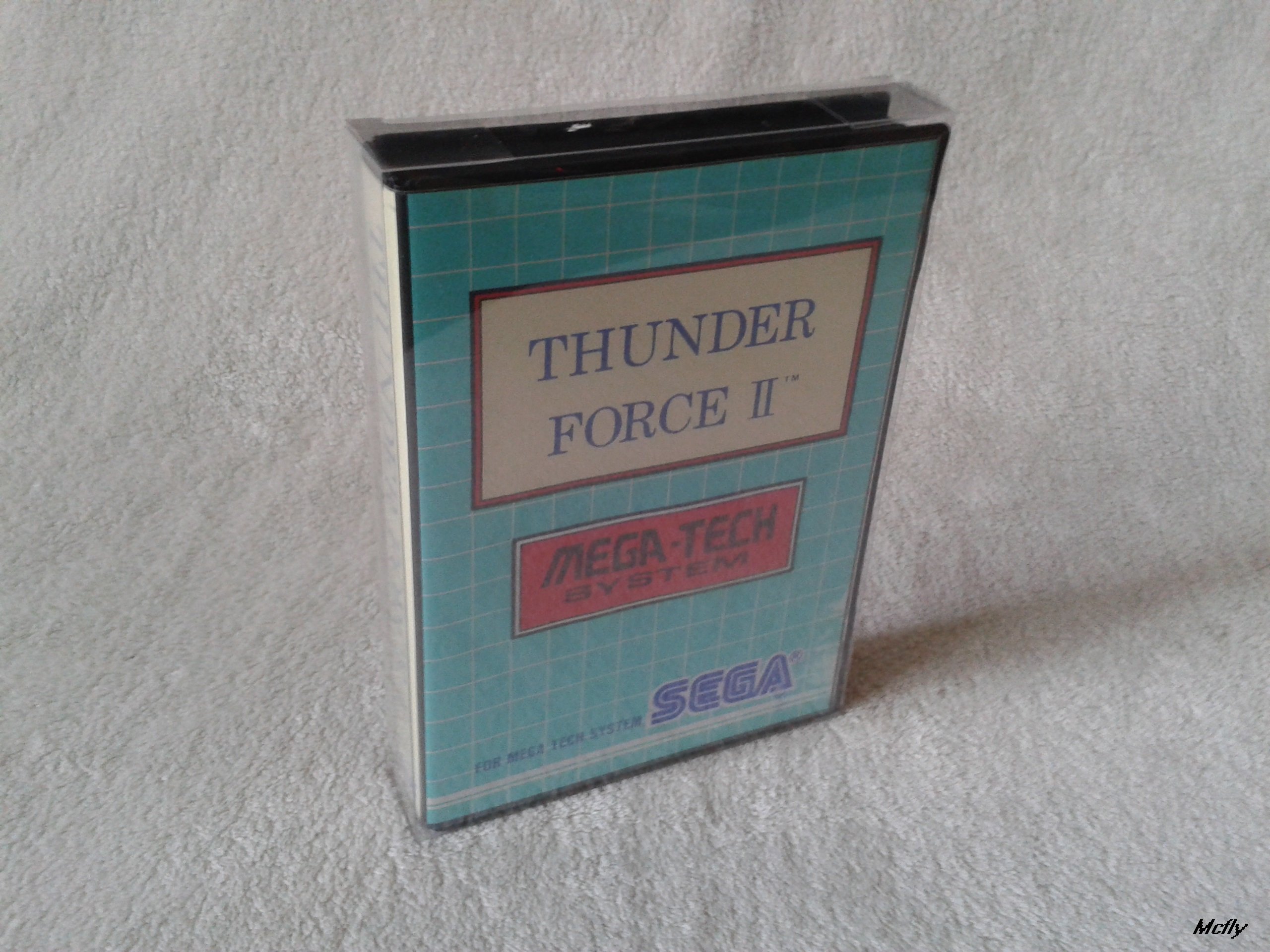
Thunder force 2 megatech

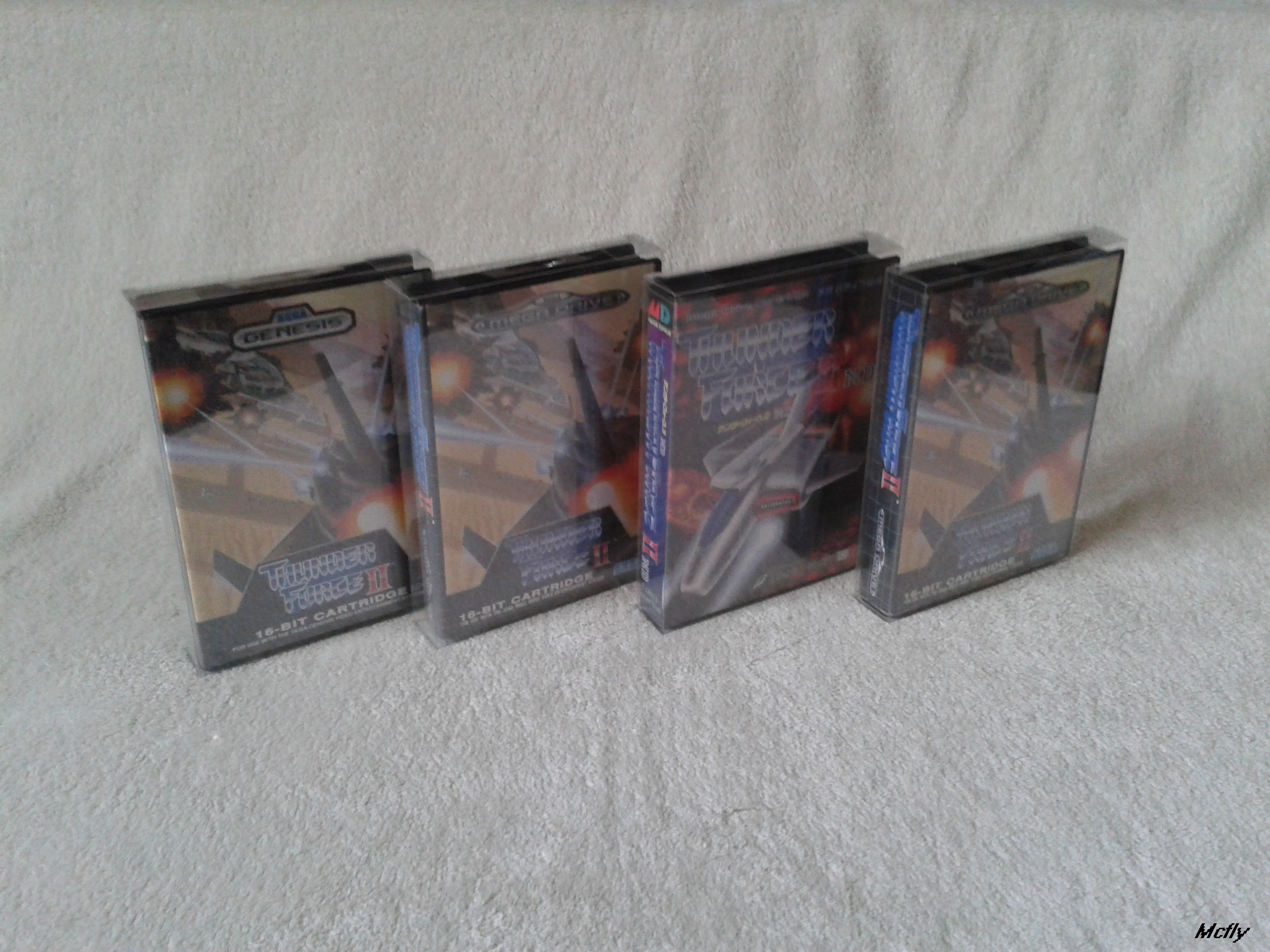
thunder force 2 sega megadrive

## Musique
Tous les musiques de ce jeu ont été composés par Ohtani Tomomi(大谷智巳), alias TMO, et les effets sont de Araï Naosuke(新井直介), alias Yunker Matai.
| Titre                      | Scène utilisé(X68k)              | Scène utilisé(MD)        |
| The wind blew all day long | Ouverture et titre               | Titre                    |
| Knights of legend          | Scène 1-1                        | Scène 1                  |
| Exceed                     | Scène 2-1                        | Scène 3                  |
| A cloud of dust            | Scène 3-1                        | Scène 6                  |
| Take strict precautions    | Scène 4-1                        | Scène 5                  |
| Illusion                   | Scène 5-1                        | Scène 7                  |
| An irrevocable dream       | Scène 6                          | Scène 9                  |
| A ray of hope              | Scène horizontale(lente vitesse) | Scène 2                  |
| Cruise control             | Scène horizontale(haute vitesse) | Scène 4                  |
| Big na okata 1             | Boss de scène 1                  | Boss de scène 2          |
| Big na okata 2             | Boss de scène 2                  | Boss de scène 4          |
| Big na okata' 3            | Boss de scène 3                  | Boss de scène 6          |
| Big na okata 4             | Boss de scène 4                  | Continue                 |
| Big na okata 5             | Boss de scène 5                  | Boss de scène 8          |
| Big na okata 6             | Boss de scène 6                  | Boss de scène 9          |
| Mission 2                  | Scène vertical terminé           | Scène vertical terminé   |
| Stage clear                | Scène horizontal terminé         | Scène horizontal terminé |
| Super version Tan Tan      | Option                           | Commencement             |
| Tan Tan Ta Ta Ta Tan       | Chargement                       | (N/A)                    |
| Game over                  | Jeu terminé                      | Jeu terminé              |
| Take off one's gloves      | Conclusion                       | Conclusion               |
| Death Face's               | (N/A)                            | Scène 8                  |